# Бенуа Пульворд
Бенуа́ Пульво́рд (фр. Benoît Poelvoorde; нар. 22 вересня 1964, Намюр, Бельгія) — бельгійський актор, комік.

## Біографія
Бенуа Пульворд народився 22 вересня 1964 в місті Намюрі, Бельгія. Його мати була бакалійницею, батько — водієм, який помер, коли Бенуа був ще неповнолітнім. У 17-річному віці він пішов з дому, вирішивши стати актором і розпочати кар'єру з театральних підмостків. Окрім виступів, Бенуа в той період зацікавився мистецтвом фотографії і часто брав участь в різних виставках.
Під час відвідувань Школа графічних досліджень (фр. École de recherche graphique) в Брюсселі Пульворд познайомилася з популярним бельгійським актором Ремі Бельво, який також займався режисерською і продюсерською діяльністю. Бенуа зблизився з ним та іншим різнобічним кінодіячем Андре Бонзелем. У творчому союзі приятелі зняли короткометражний фільм «Посібник з безробіття — не для Данієля-Данієля».

## Кар'єра

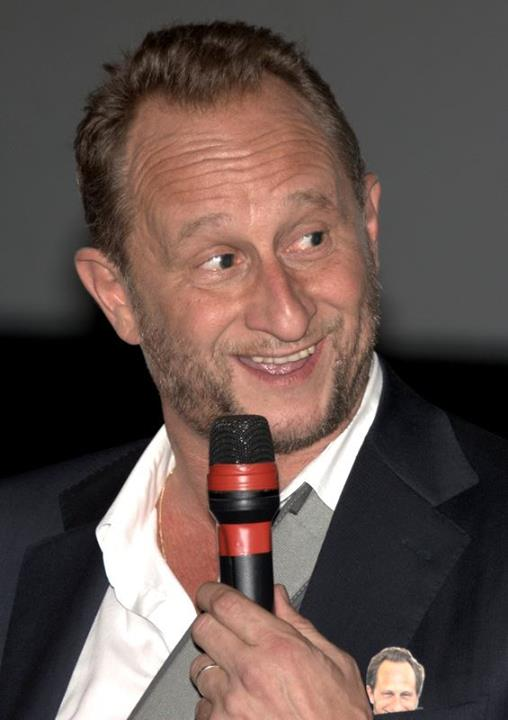
Бенуа Пульворд на прем'єрі фільму «Місце на Землі», 2013

У 1992-му Бенуа Пульворд, Ремі Бельво і Андре Бонзель створили повнометражний фільм «Людина кусає собаку», що отримав великий успіх і визнання критиків, попри скромний бюджет. Фільм отримав Премію Андре Каванса за найкращий фільм від Асоціації кінокритиків Бельгії (UCC) та низку інших фестивальних та професійних кінонагород.
Після першого успіху Бенуа Пульворд одноосібно зайнявся двома гумористичними проєктами для Canal+: «Ніколи у великому ніколи» і «Журнали пана Манатан», що зміцнили його популярність і репутацію неординарного гумориста. Потім Пульворд знявся у фільмах «Мандрівники» (1997) і «Подіум» (2003), але найяскравіше він запам'ятався глядачам по комедійному бойовикові «Повний привід» (2002), де зіграв головного героя, гравця та авантюриста Реджо. У 2001 році Бенуа знявся у фільмі Філіпа Аріеля «Велосипедист», зізнавшись з екрана в одній зі своїх реальних пристрастей — любові до велосипедного спорту.
У 2002 році Пульворд отримав Приз Жана Габена як обнадійливий молодий талант. У 2004 році він входив до складу журі 57-го Каннського кінофестивалю, очолюваного Квентіном Тарантіно, великим шанувальник стрічки «Людина кусає собаку».
У 2008 році участь Бенуа Пульворд у фільмі «Астерікс на Олімпійських іграх» принесла йому визнання критиків та глядачів в цілому. У 2011 році Пульворд отримав приз глядацьких симпатій бельгійської національної кінопремії «Магрітт».
У 2015 році вийшов комедійний фільм режисера Жако Ван Дормеля «Надновий заповіт», де Бенуа Пульворд зіграв роль Бога.
Бенуа Пульворд зізнався в інтерв'ю, що у нього біполярний афективний розлад.

## Фільмографія (вибіркова)
Загалом Бенуа Пульворд зіграв ролі у майже 60-ти кіно- та телефільмах

| Рік  |    | Українська назва                               | Оригінальна назва                           | Роль                                |
| ---- | -- | ---------------------------------------------- | ------------------------------------------- | ----------------------------------- |
| 1987 | кф | Посібник з безробіття - не для Даниєля-Даниіля | Pas de C4 pour Daniel Daniel                | Данієль-Данієль                     |
| 1992 | ф  | Людина кусає собаку                            | C'est arrive pres de chez vous              | Бен                                 |
| 1996 | ф  | Сміху заради                                   | Pour rire!                                  | невинний                            |
| 1997 | ф  | Мандрівники                                    | Les randonneurs                             | Ерік                                |
| 1999 | ф  | Конвоїри чекають                               | Les convoyeurs attendent                    | Роже, (батько)                      |
| 2001 | ф  | Ворота слави                                   | Les portes de la gloire                     | Режис Демане                        |
| 2001 | ф  | Велосипедист                                   | Le velo de Ghislain Lambert                 | Жислен Ламбер                       |
| 2002 | ф  | Повний привід                                  | Le Boulet                                   | Френсіс Реджо                       |
| 2003 | ф  | Сміх і покарання                               | Rire et chatiment                           | викладач по наданню першої допомоги |
| 2003 | ф  | Подіум                                         | Podium                                      | Бернар Фредерік                     |
| 2004 | ф  | Покинуті                                       | Aaltra                                      | любитель мотокросу                  |
| 2004 | ф  | Атомний цирк: Повернення Джеймса Баттла        | Atomik Circus - Le retour de James Bataille | Алан Шіассе                         |
| 2004 | ф  | Глюк                                           | Narco                                       | Ленні Бар                           |
| 2005 | ф  | На фіга                                        | Akoibon                                     | Жан-Мі                              |
| 2005 | ф  | У його руках                                   | Entre ses mains                             | Лоран Кесслер                       |
| 2006 | ф  | Один прекрасний день                           | Du jour au lendemain                        | Франсуа Бертьє                      |
| 2006 | ф  | Жан-Філіп                                      | Jean-Philippe                               | Бернар Фредерік                     |
| 2006 | ф  | Як каже Шарлі                                  | Selon Charlie                               | Джосс                               |
| 2007 | ф  | Ковбой                                         | Cow-Boy                                     | Данієль Пірон                       |
| 2007 | ф  | Два світи                                      | Les deux mondes                             | Ремі Бассано                        |
| 2008 | ф  | Астерікс на Олімпійських іграх                 | Asterix aux jeux olympiques                 | Брутус                              |
| 2008 | ф  | Канікули в Сен-Тропе                           | Les randonneurs a Saint-Tropez              | Ерік                                |
| 2008 | ф  | Луїза-Мішель                                   | Louise-Michel                               | інженер                             |
| 2008 | ф  | Війна красунь                                  | La guerre des miss                          | Франк Шеврель                       |
| 2009 | ф  | Коко до Шанель                                 | Coco avant Chanel                           | Етьєн Бальсан                       |
| 2009 | ф  | Одного разу у Версалі                          | Versailles rive droite                      | клієнт                              |
| 2009 | ф  | Інший Дюма                                     | L'autre Dumas                               | Огюст Маке                          |
| 2010 | ф  | Останній Мамонт Франції                        | Mammuth                                     | конкурсант                          |
| 2010 | тф | На будівництво, мосьє Таннер!                  | En chantier, monsieur Tanner!               | Жан-Сезар Астор                     |
| 2010 | ф  | Убий мене, будь ласка                          | Kill Me Please                              | мосьє Демане                        |
| 2010 | ф  | Закохані невротики                             | Les emotifs anonymes                        | Жан-Рене                            |
| 2010 | ф  | Митниця дає добро                              | Rien a declarer                             | Рубен Вандевурд                     |
| 2011 | ф  | Мій найстрашніший кошмар                       | Mon pire cauchemar                          | Патрік Демелю                       |
| 2011 | ф  | Великий противний вовк                         | Le grand mechant loup                       |                                     |
| 2012 | ф  | Велика вечірка                                 | Le grand soir                               | Бенуа Бонзіні                       |
| 2012 | ф  | Коли я виросту маленьким                       | Quand je serai petit                        | Жан Еснар                           |
| 2013 | ф  | Історія кохання                                | Une histoire d'amour                        | банкір                              |
| 2013 | ф  | Ціна слави                                     | La rançon de la gloire                      | Едді                                |
| 2013 | ф  | Місце на Землі                                 | Une place sur la Terre                      | Антуан Дюма                         |
| 2014 | ф  | Три серця                                      | Trois coeur                                 | Марк                                |
| 2014 | ф  | Смуги зебри                                    | Les rayures du zèbre                        | Джос Стокмен                        |
| 2015 | ф  | Надновий заповіт                               | Le Tout Nouveau Testament                   | Бог                                 |
| 2016 | ф  | Сент-Амур                                      | Saint-Amour                                 | Бруно                               |
| 2018 | ф  | Щасливі невдахи                                | Le Grand Bain                               | Маркус                              |
| 2018 | ф  | На посту!                                      | Au poste !                                  | комісар Бурон                       |

## Визнання
| Каннський кінофестиваль                          |                                                           |                          |           |  |
| 1992                                             | Спеціальний приз молодіжного журі                         | Людина кусає собаку      | Перемога  |  |
| 1992                                             | Приз товариства драматичних авторів і композиторів (SACD) | Людина кусає собаку      | Перемога  |  |
| Каталонський міжнародний кінофестиваль в Сіджасі |                                                           |                          |           |  |
| 1992                                             | Найкращий фільм (з Ремі Бельмо і Андре Бонзелем)          | Людина кусає собаку      | Перемога  |  |
| 1992                                             | Найкращий актор                                           | Людина кусає собаку      | Перемога  |  |
| Міжнародний кінофестиваль у Торонто              |                                                           |                          |           |  |
| 1992                                             | Приз Metro Media (з Ремі Бельмо і Андре Бонзелем)         | Людина кусає собаку      | Перемога  |  |
| Премія європейської кіноакадемії                 |                                                           |                          |           |  |
| 1993                                             | Найкращий молодий європейський фільм року                 | Людина кусає собаку      | Номінація |  |
| 1993                                             | Європейське досягнення року                               | Людина кусає собаку      | Номінація |  |
| Синдикат французьких кінокритиків                |                                                           |                          |           |  |
| 1993                                             | Приз за найкращий іноземний фільм                         | Людина кусає собаку      | Перемога  |  |
| Міжнародний кінофестиваль у Чикаго               |                                                           |                          |           |  |
| 1999                                             | Срібний Г'юго найкращому акторові                         | Конвоїри чекають         | Перемога  |  |
| Премія Жозефа Плато                              |                                                           |                          |           |  |
| 1999                                             | Найкращий бельгійський сценарій (1984—1999)               | Людина кусає собаку      | Номінація |  |
| 1999                                             | Найкращий бельгійський актор                              | Людина кусає собаку      | Перемога  |  |
| 2001                                             | Найкращий бельгійський актор                              | Ворота слави             | Номінація |  |
| 2005                                             | Найкращий бельгійський актор                              | Покинуті Подіум          | Перемога  |  |
| 2006                                             | Найкращий бельгійський актор                              | У його руках             | Номінація |  |
| Міжнародний кінофестиваль у Сан-Себастьяні       |                                                           |                          |           |  |
| 2001                                             | Найкращий сценарій (з Філіпом Аріелем та Олів'є Даза)     | Велосипедист             | Перемога  |  |
|                                                  |                                                           |                          |           |  |
| 2002                                             | Приз Жана Габена                                          | Приз Жана Габена         | Перемога  |  |
| Премія «Сезар»                                   |                                                           |                          |           |  |
| 2005                                             | Найкращий актор                                           | Подіум                   | Номінація |  |
| 2006                                             | Найкращий актор                                           | У його руках             | Номінація |  |
| 2010                                             | Найкращий актор другого плану                             | Коко до Шанель           | Номінація |  |
| Кришталевий глобус                               |                                                           |                          |           |  |
| 2006                                             | Найкращий актор                                           | У його руках             | Номінація |  |
| Кінофестиваль у Кабурі                           |                                                           |                          |           |  |
| 2009                                             | Найкращий актор                                           | Коко до Шанель           | Перемога  |  |
| Премія «Магрітт»                                 |                                                           |                          |           |  |
| 2011                                             | Приз глядацьких симпатій                                  | Приз глядацьких симпатій | Перемога  |  |
| 2011                                             | Найкращий актор другого плану                             | Коко до Шанель           | Номінація |  |
| 2012                                             | Найкращий актор                                           | Закохані невротики       | Номінація |  |
| 2013                                             | Найкращий актор                                           | Велика вечірка           | Номінація |  |
| 2014                                             | Найкращий актор                                           | Місце на Землі           | Перемога  |  |
| 2015                                             | Найкращий актор                                           | Смуги зебри              | Номінація |  |
| 2019                                             | Найкращий актор                                           | На посту!                | Номінація |  |
| Премія «Люм'єр»                                  |                                                           |                          |           |  |
| 2015                                             | Найкращий актор                                           | Три серця                | Номінація |  |